# Paris (album de The Cure)
Pour les articles homonymes, voir Paris (homonymie).
Albums de The Cure
Show
(1993) Wild Mood Swings
(1996)
Paris est le quatrième album live du groupe The Cure sorti le 26 octobre 1993, soit un mois après le précédent album live, Show.
Il comporte douze titres enregistrés en concert au Zénith de Paris les 19, 20 et 21 octobre 1992. Il fait la part belle aux chansons plus anciennes du début des années 1980, avec notamment des titres joués rarement en public comme Dressing Up ou Catch.
50% des bénéfices réalisés sur les ventes de l'album sont reversés au Mouvement international de la Croix-Rouge et du Croissant-Rouge.
A l'occasion du 30ème anniversaire de sa parution, une nouvelle édition sort le 22 mars 2024 agrémentée de 2 titres joués également lors des concerts parisiens de 1992 : Shake Dog Shake et Hot Hot Hot!!!.

## Liste des titres - version originale
| 1.    | The Figurehead (20 octobre 1992)      | - Robert Smith - Simon Gallup - Lol Tolhurst                        | 7:26 |
| 2.    | One Hundred Years (19 octobre 1992)   | - Smith - Gallup - Tolhurst                                         | 7:15 |
| 3.    | At Night (19 octobre 1992)            | - Smith - Gallup - Tolhurst - Matthieu Hartley                      | 6:39 |
| 4.    | Play For Today (19 octobre 1992)      | - Smith - Gallup - Tolhurst - Hartley                               | 3:50 |
| 5.    | Apart (21 octobre 1992)               | - Smith - Gallup - Perry Bamonte - Porl Thompson - Boris Williams   | 6:37 |
| 6.    | In Your House (20 octobre 1992)       | - Smith - Gallup - Tolhurst - Hartley                               | 3:59 |
| 7.    | Lovesong (20 octobre 1992)            | - Smith - Gallup - Roger O'Donnell - Thompson - Williams - Tolhurst | 3:31 |
| 8.    | Catch (19 ou 21 octobre 1992)         | - Smith - Gallup - Tolhurst - Thompson - Williams                   | 2:41 |
| 9.    | A Letter to Elise (21 octobre 1992)   | - Smith - Gallup - Bamonte - Thompson - Williams                    | 4:50 |
| 10.   | Dressing Up (19 octobre 1992)         | Smith                                                               | 2:49 |
| 11.   | Charlotte Sometimes (20 octobre 1992) | - Smith - Gallup - Tolhurst                                         | 3:58 |
| 12.   | Close to Me (20 ou 21 octobre 1992)   | Smith                                                               | 3:57 |
| 57:37 |                                       |                                                                     |      |

## Réédition - 30ème anniversaire - 1 cd / 2 vinyls - 2024[5]
| 1.    | Shake Dog Shake (21 octobre 1992)     | Smith                                                               | 5:05 |
| 2.    | The Figurehead (20 octobre 1992)      | - Robert Smith - Simon Gallup - Lol Tolhurst                        | 7:18 |
| 3.    | One Hundred Years (19 octobre 1992)   | - Smith - Gallup - Tolhurst                                         | 7:11 |
| 4.    | At Night (19 octobre 1992)            | - Smith - Gallup - Tolhurst - Matthieu Hartley                      | 6:44 |
| 5.    | Play For Today (19 octobre 1992)      | - Smith - Gallup - Tolhurst - Hartley                               | 3:57 |
| 6.    | Apart (21 octobre 1992)               | - Smith - Gallup - Perry Bamonte - Porl Thompson - Boris Williams   | 6:38 |
| 7.    | In Your House (20 octobre 1992)       | - Smith - Gallup - Tolhurst - Hartley                               | 3:57 |
| 8.    | Lovesong (20 octobre 1992)            | - Smith - Gallup - Roger O'Donnell - Thompson - Williams - Tolhurst | 3:31 |
| 9.    | Catch (19 ou 21 octobre 1992)         | - Smith - Gallup - Tolhurst - Thompson - Williams                   | 2:44 |
| 10.   | A Letter to Elise (21 octobre 1992)   | - Smith - Gallup - Bamonte - Thompson - Williams                    | 4:55 |
| 11.   | Dressing Up (19 octobre 1992)         | Smith                                                               | 2:49 |
| 12.   | Charlotte Sometimes (20 octobre 1992) | - Smith - Gallup - Tolhurst                                         | 3:56 |
| 13.   | Close to Me (20 ou 21 octobre 1992)   | Smith                                                               | 3:51 |
| 14.   | Hot Hot Hot!!! (19 octobre 1992)      | - Smith - Gallup - Tolhurst - Thompson - Williams                   | 3:53 |
| 66:39 |                                       |                                                                     |      |

## Composition du groupe
- Robert Smith : guitare, voix
- Simon Gallup : basse
- Porl Thompson : guitare
- Perry Bamonte : claviers, guitare
- Boris Williams : batterie

## Classements hebdomadaires
| Classement (1993)             | Meilleure place |
| ----------------------------- | --------------- |
| Australie (Kent Music Report) | 72              |
| États-Unis (Billboard 200)    | 118             |
| Royaume-Uni (UK Albums Chart) | 56              |

| Classement (2024)            | Meilleure place |
| ---------------------------- | --------------- |
| Allemagne (Media Control AG) | 11              |
| Autriche (Ö3 Austria Top 40) | 42              |
| Belgique (Flandre Ultratop)  | 34              |
| Belgique (Wallonie Ultratop) | 12              |
| Écosse (OCC)                 | 37              |
| Suisse (Schweizer Hitparade) | 20              |